# Aleksandr Kokorin
Aleksandr Aleksandrovich Kokorin (n. 19 martie 1991, Valuyki⁠(d), RSFS Rusă, URSS) este un fotbalist rus care evoluează pe postul de atacat la Aris Limassol în Prima Divizie Cipriotă. Are 48 de selecții la echipa națională unde a fost prezent la Euro 2012 și la Campionatul Mondial de Fotbal 2014.

## Statistici
| Club          | Sezon         | Campionat | Campionat | Cupă    | Cupă   | Europa  | Europa | Altele  | Altele | Total   | Total  |
| Club          | Sezon         | Meciuri   | Goluri    | Meciuri | Goluri | Meciuri | Goluri | Meciuri | Goluri | Meciuri | Goluri |
| ------------- | ------------- | --------- | --------- | ------- | ------ | ------- | ------ | ------- | ------ | ------- | ------ |
| Dynamo Moscow | 2008          | 7         | 2         | 0       | 0      | —       | —      | —       | —      | 7       | 2      |
| Dynamo Moscow | 2009          | 24        | 2         | 3       | 0      | 4       | 1      | —       | —      | 31      | 3      |
| Dynamo Moscow | 2010          | 24        | 0         | 2       | 0      | —       | —      | —       | —      | 26      | 0      |
| Dynamo Moscow | 2011-12       | 37        | 5         | 4       | 2      | —       | —      | —       | —      | 41      | 7      |
| Dynamo Moscow | 2012-13       | 22        | 10        | 1       | 0      | 3       | 3      | —       | —      | 26      | 13     |
| Dynamo Moscow | 2013–14       | 22        | 10        | 1       | 0      | —       | —      | —       | —      | 23      | 10     |
| Dynamo Moscow | 2014–15       | 27        | 8         | 1       | 0      | 11      | 2      | —       | —      | 39      | 10     |
| Dynamo Moscow | 2015–16       | 8         | 4         | 2       | 1      | —       | —      | —       | —      | 10      | 5      |
| Dynamo Moscow | Total         | 171       | 41        | 14      | 3      | 18      | 6      | 0       | 0      | 203     | 50     |
| Zenit         | 2015-16       | 10        | 2         | 2       | 1      | 2       | 0      | —       | —      | 14      | 3      |
| Zenit         | 2016–17       | 27        | 5         | 2       | 1      | 8       | 4      | 1       | 0      | 38      | 10     |
| Zenit         | 2017–18       | 19        | 10        | 0       | 0      | 8       | 8      | —       | —      | 27      | 18     |
| Zenit         | Total         | 56        | 17        | 4       | 2      | 18      | 12     | 1       | 0      | 79      | 31     |
| Total carieră | Total carieră | 227       | 58        | 18      | 5      | 36      | 18     | 1       | 0      | 282     | 81     |